# Thomas Prosser
Thomas Prosser (ur. 15 grudnia 1960) – niemiecki skoczek narciarski reprezentujący RFN. Najlepsze wyniki w Pucharze Świata osiągnął w sezonie 1981/1982, kiedy zajął 29. miejsce w klasyfikacji generalnej.
Wystąpił na Mistrzostwach Świata w Oslo, ale bez sukcesów.

## Puchar Świata w skokach narciarskich

### Miejsca w klasyfikacji generalnej
- sezon 1979/1980: 99
- sezon 1980/1981: -
- sezon 1981/1982: 29

### Miejsca na podium chronologicznie
- Oberstdorf (30 grudnia 1981) - 3. miejsce

## Mistrzostwa Świata
- Indywidualnie
  - 1982 Oslo (NOR) – 20. miejsce (normalna skocznia)